# فريدرش الرابع (ناخب بالاتينات)
فريدرش الرابع (الألمانية: Kurfürst Friedrich IV. von der Pfalz؛ 5 مارس 1574 – 19 سبتمبر 1610)؛ كان ناخب بالاتينات-الراين منذ 1583 وحتى وفاته، هو ابن لودفيغ السادس ناخب بالاتينات وإليزابيث ابنة فيليب الأول لاندغراف هسن، كان يلقب بـ "فريدرش الصالح" (Friedrich Der Aufrichtige).
قبل بلوغه العاشرة من عمره توفي والده في أكتوبر 1583، وبما أنه ابنه الوحيد الباقي على قيد الحياة أصبح الأمير الناخب تحت وصاية عمه يوهان كازيمير هو كالفيني صارم، في حين أصبح برثلماوس بيتسكوس معلمه وهو عالم الفلك والرياضيات كالفيني، لاحقاً أصبح واعظاً في البلاط، بعد وفاة عمه في يناير 1592 تولى فريدرش السيطرة على الحكومة، وواصل سياسة عمه المناهضة للكاثوليكية، وفي 1608 أصبح رئيس الاتحاد البروتستانتي هو التحالف عسكري يجمع بين الدول التي تدين بالبروتستانتية في الإمبراطورية الرومانية المقدسة، ولكنه سرعان ما وقع فريسة إدمان الكحول، تاركًا شؤون الدولة إلى حد كبير لوزيره كريستيان أنهالت، توفي فريدرش في عام 1610 بعاصمته هايدلبرغ.

## الذرية
في عام 1593 تزوج من لويز يوليانا ابنة فيليم الأول من أورانيا وشارلوت دي بوربون-مونتبنسييه، وأنجبت له ثمانية أطفال:-
- لويز يوليانا (16 يوليو 1594 - 28 أبريل 1640)؛ تزوجت من ابن عمها يوهان الثاني كونت بالاتينات-تسفايبروكن، لهم ذرية.
- كاتارينا صوفي (10 يونيو 1595 - 28 يونيو 1626).
- فريدرش الخامس ناخب بالاتينات ( 16 أغسطس 1596 - 29 نوفمبر 1632)؛ أصبح لفترة وجيزة ملك بوهيميا، تزوج من إليزابيث ستيوارت، لهم ذرية، هو جد جورج الأول ملك بريطانيا العظمى.
- إليزابيث شارلوت (19 نوفمبر 1597 - 26 أبريل 1660)؛ تزوجت من غيورغ فيلهلم ناخب براندنبورغ، لهم ذرية، هي جدة فريدرش العظيم ملك بروسيا من الجيل الثالث.
- آنا إليونور (4 يناير 1599 - 10 أكتوبر 1600).
- لودفيغ فيلهلم (5 أغسطس 1600 - 10 أكتوبر 1600).
- موريس كريستيان (18 سبتمبر 1601 - 28 مارس 1605).
- لودفيغ فيليب كونت بالاتينات-كايزرسلاوترن (23 نوفمبر 1602 - 6 يناير 1655)؛ تزوج من ماري إليونور عمة الناخب غيورغ فيلهلم، لهم ذرية، تم تعيينه الوصي على بالاتينات منذ وفاته شقيقه في 1632 حتى استعادة الأراضي في طور حرب الثلاثين عاما في 1648.